# Глухув (Підкарпатське воєводство)
Глухув (пол. Głuchów) — село в Польщі, у гміні Ланьцут Ланьцутського повіту Підкарпатського воєводства.
Населення — 1728 осіб (2011).
У 1975-1998 роках село належало до Ряшівського воєводства.

## Демографія
Демографічна структура станом на 31 березня 2011 року:
|          | Загалом | Допрацездатний вік | Працездатний вік | Постпрацездатний вік |
| -------- | ------- | ------------------ | ---------------- | -------------------- |
| Чоловіки | 841     | 191                | 564              | 86                   |
| Жінки    | 887     | 181                | 526              | 180                  |
| Разом    | 1728    | 372                | 1090             | 266                  |